# Сокуренко Володимир Гаврилович

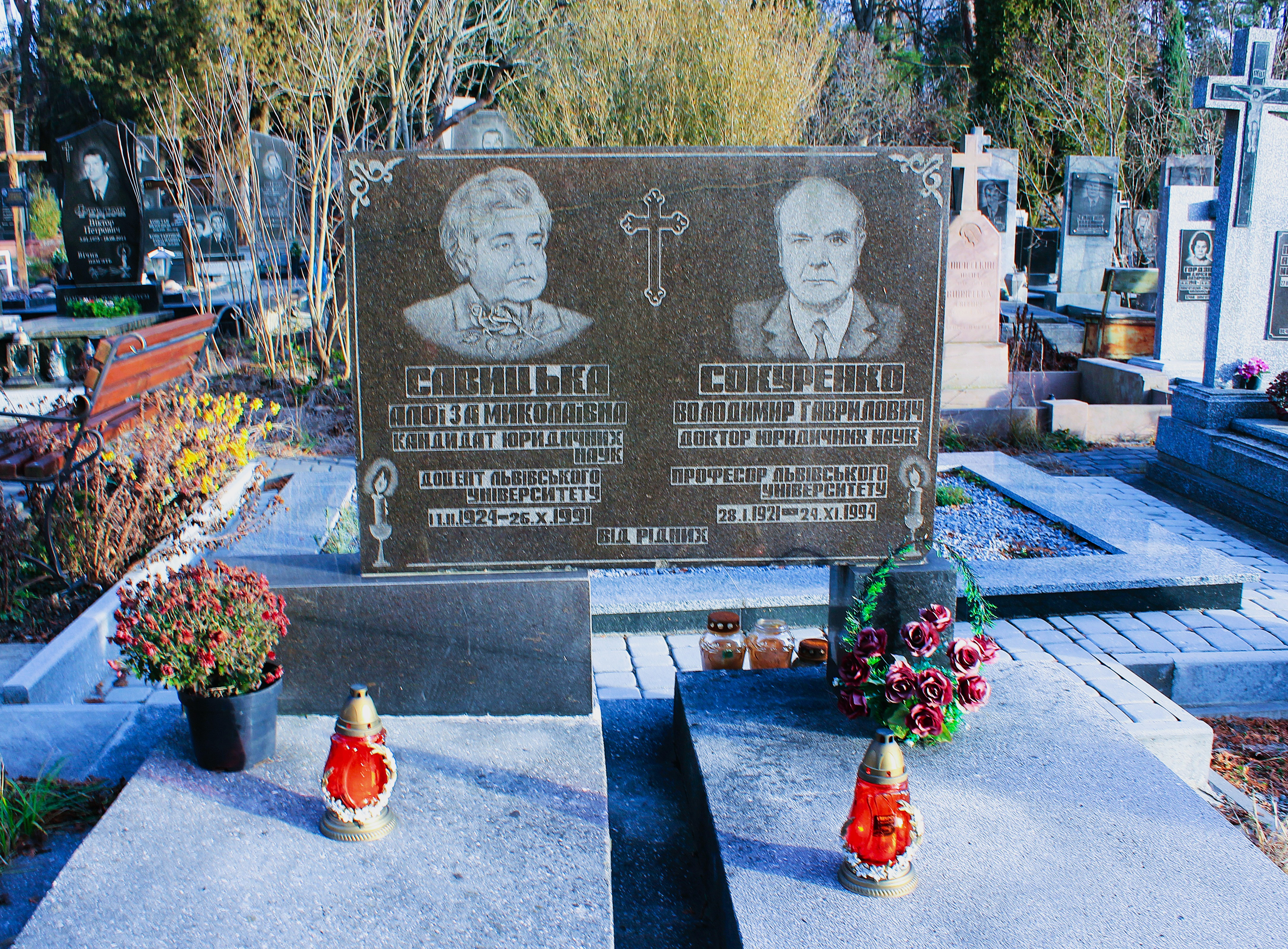
Нагробок на могилі професора В.Сокуренка.

Сокуренко Володимир Гаврилович (28 січня 1921, с. Бранкованове Ширяївського району Одеської області — 22 листопада 1994, Львів) — український радянський правознавець, доктор юридичних наук з 1967, професор з 1968.

## Життєпис
Навчався у Запорізькому авіаційному технікумі та Вольському військовому авіаційному училищі, яке закінчив у 1939 році. У 1939—1946 роках служив в армії.
Закінчив у 1950 році юридичний факультет Львівського університету. Відтоді в цьому вузі. Працював аспірант, з 1953 — викладач кафедри теорії та історії держави і права. Протягом 1960—90 років завідував цією кафедрою.
У 1962—1968 та 1972—1977 — декан Юридичний факультет Львівського національного університету імені Івана Франка.
Помер 22 листопада 1994 року у Львові. Похований на Голосківському цвинтарі.

## Доробок
Досліджував проблеми теорії держави і права, історії української правової та політичної думки. Одним з перших в СРСР почав дослідження основ юридичної деонтології. Провів роботу з розробки основних вимог до професійно-правовим обов'язкам юриста, аналогічно вимогам, що стосуються лікаря. У подальших дослідженнях аналізував юридичні обов'язки, перспективи розвитку основ професійної деонтології. Крім того, розглядав медичну деонтологію з позиції юриста, права і моралі, приділивши основну увагу внутрішнім (духовним) процесам, назвавши їх «духом права».

## Основні роботи
- «Основні напрямки в розвитку прогресивної державно-правової думки на Україні: 16 — 19 ст.» (1958)(рос.)[2]
- «Демократичні вчення про державу і право на Україні в другій половині XIX століття (М. Драгоманов, С. Подолинський, А. Терлецький)»(1966),
- «Право. Свобода. Рівність» (1981, у співавторстві) (рос.)
- «Державно-правові погляди Івана Франка» (1966)[3]
- «Суспільно-політичні погляди Т. Г. Шевченка (До 170-річчя з дня народження)» (1984) (рос.)
- «Політичні та правові погляди Івана Франка (До 130-річчя з дня народження)»(1986) (рос.)